# Lorenz (Nürnberg)
Lorenz ([ˈloːʁɛnt͡s] ) ist ein Teil der Altstadt von Nürnberg, der Name des statistischen Bezirks 01 Altstadt, St. Lorenz und der Gemarkung 3449.

## Lage
Mit Lorenz bezeichnet man die ummauerte Lorenzer Altstadt innerhalb der vorletzten bzw. letzten Stadtbefestigung und die zur Pfarrei St. Lorenz gehörigen, seit 1825 eingemeindeten Vororte. Nördlich befindet sich die Sebalder Altstadt.

## Geschichte
Die Lorenzer Stadtseite der Altstadt wurde ehemals „Laurenzer Seite“ genannt. Sie umfasst den südlich der Pegnitz gelegenen, nach dem Patron der Lorenzkirche benannten Teil. Der Begriff wird seit der Mitte des 19. Jahrhunderts für die Lorenzer Altstadt verwendet.
Heute beherbergt sie mit der Breiten Gasse, der Königsstraße und der Karolinenstraße große Teile der Fußgängerzone und die Haupteinkaufsstraßen Nürnbergs.